# La Terre appelle Luna !
 (juillet 2023).
La Terre appelle Luna ! (O Show da Luna!) est une série télévisée d'animation flash pour enfants brésilienne créée et réalisée par Célia Catunda et Kiko Mistrorigo et produite par TV PinGuim, et diffusée en première sur la chaîne américaine Sprout, le 16 août 2014. En Amérique latine, il a fait ses débuts le 13 octobre 2014 sur Discovery Kids.

## Résumé
La série montre les aventures de Luna, une fille de 10 ans qui est amoureuse de la science, son petit frère de 5 ans Jupiter et de leur furet Clyde.